# Semiothisa ulsterata
Semiothisa ulsterata là một loài bướm đêm trong họ Geometridae.